# Olympische Sommerspiele 2008/Schwimmen – 100 m Freistil (Frauen)
Der Wettbewerb über 100 Meter Freistil der Frauen bei den Olympischen Spielen 2008 in Peking wurde vom 13. bis 15. August 2008 im Nationalen Schwimmzentrum Peking ausgetragen. 49 Athletinnen nahmen daran teil. 
Es fanden sieben Vorläufe statt. Die 16 schnellsten Schwimmerinnen aller Vorläufe qualifizierten sich für die zwei Halbfinals, die am nächsten Tag ausgetragen wurden. Für das Finale qualifizierten sich die acht zeitschnellsten Schwimmerinnen beider Halbfinals.

## Rekorde
Vor Beginn der Olympischen Spiele waren folgende Rekorde gültig.
| Weltrekord         | Lisbeth Trickett ( Australien) | 52,88 s | Sydney, Australien          | 27. März 2008   |
| Olympischer Rekord | Britta Steffen ( Deutschland)  | 53,38 s | Peking, Volksrepublik China | 10. August 2008 |

Während der Olympischen Spiele wurde folgender Rekord gebrochen:
| Olympischer Rekord | Britta Steffen | 53,12 s | Peking, Volksrepublik China | 15. August 2008 |

## Titelträger
| Olympiasieger | Jodie Henry ( Australien)       | 53,84 s | Athen 2004     |
| Weltmeister   | Lisbeth Trickett ( Australien)  | 53,40 s | Melbourne 2007 |
| Europameister | Marleen Veldhuis ( Niederlande) | 53,77 s | Eindhoven 2008 |

## Vorlauf

### Vorlauf 1
| Platz | Name             | Nation       | Zeit        | Anmerkung |
| ----- | ---------------- | ------------ | ----------- | --------- |
| 1     | Madeleine Scerri | Malta        | 57,97 s     | NR        |
| 2     | Elena Popovska   | Mazedonien   | 59,93 s     |           |
| 3     | Olga Hachatryan  | Turkmenistan | 1:14,77 min |           |

### Vorlauf 2
| Platz | Name                 | Nation         | Zeit    | Anmerkung |
| ----- | -------------------- | -------------- | ------- | --------- |
| 1     | Quah Ting Wen        | Singapur       | 56,14 s |           |
| 2     | Natthanan Junkrajang | Thailand       | 56,56 s |           |
| 3     | Orsolya Tompa        | Ungarn         | 56,57 s |           |
| 4     | Christel Simms       | Philippinen    | 56,67 s | NR        |
| 5     | Nieh Pin-chieh       | Chinese Taipei | 57,28 s |           |
| 6     | Irina Schlemowa      | Usbekistan     | 58,77 s |           |

### Vorlauf 3
| Platz | Name                       | Nation       | Zeit    | Anmerkung |
| ----- | -------------------------- | ------------ | ------- | --------- |
| 1     | Hannah Wilson              | Hongkong     | 55,32 s |           |
| 2     | Arianna Vanderpool-Wallace | Bahamas      | 55,61 s |           |
| 3     | Birgit Koschischek         | Österreich   | 55,62 s |           |
| 4     | Jang Hui-jin               | Südkorea     | 55,96 s |           |
| 5     | Ragnheiður Ragnarsdóttir   | Island       | 56,35 s |           |
| 6     | Anna Stylianou             | Zypern       | 56,38 s |           |
| 7     | Eleni Kosti                | Griechenland | 56,44 s |           |
| 8     | Nina Sovinek               | Slowenien    | 57,30 s |           |

### Vorlauf 4
| Platz | Name                  | Nation    | Zeit    | Anmerkung |
| ----- | --------------------- | --------- | ------- | --------- |
| 1     | Jeanette Ottesen      | Dänemark  | 54,04 s |           |
| 2     | Anna Gostomelsky      | Israel    | 55,18 s |           |
| 3     | Anastassija Aksenowa  | Russland  | 55,29 s |           |
| 4     | Darja Stepanjuk       | Ukraine   | 55,51 s |           |
| 5     | Arlene Semeco         | Venezuela | 55,70 s |           |
| 6     | Triin Aljand          | Estland   | 56,10 s |           |
| 7     | Miroslava Najdanovski | Serbien   | 56,50 s |           |
| 8     | Marialaura Simonetto  | Italien   | 56,72 s |           |

### Vorlauf 5
| Platz | Name                     | Nation             | Zeit    | Anmerkung |
| ----- | ------------------------ | ------------------ | ------- | --------- |
| 1     | Francesca Halsall        | Großbritannien     | 53,93 s |           |
| 2     | Aljaksandra Herassimenja | Belarus            | 54,52 s |           |
| 3     | Cate Campbell            | Australien         | 54,55 s |           |
| 4     | Lacey Nymeyer            | Vereinigte Staaten | 54,62 s |           |
| 5     | Alena Popchanka          | Frankreich         | 54,86 s |           |
| 6     | Martina Moravcová        | Slowakei           | 55,20 s |           |
| 7     | Inge Dekker              | Niederlande        | 55,23 s |           |
| 8     | Jana Klusáčková          | Tschechien         | 55,92 s |           |

### Vorlauf 6
| Platz | Name                | Nation      | Zeit    | Anmerkung |
| ----- | ------------------- | ----------- | ------- | --------- |
| 1     | Hanna-Maria Seppälä | Finnland    | 53,60 s | NR        |
| 2     | Britta Steffen      | Deutschland | 53,67 s |           |
| 3     | Marleen Veldhuis    | Niederlande | 53,76 s |           |
| 4     | Pang Jiaying        | China       | 54,01 s | AS        |
| 5     | Josefin Lillhage    | Schweden    | 54,07 s |           |
| 6     | Petra Dallmann      | Deutschland | 54,70 s |           |
| 7     | Agata Korc          | Polen       | 55,14 s | NR        |
| 8     | Lize-Mari Retief    | Südafrika   | 55,17 s |           |

### Vorlauf 7
| Platz | Name               | Nation             | Zeit    | Anmerkung |
| ----- | ------------------ | ------------------ | ------- | --------- |
| 1     | Natalie Coughlin   | Vereinigte Staaten | 53,82 s |           |
| 2     | Lisbeth Trickett   | Australien         | 53,99 s |           |
| 3     | Zhu Yingwen        | China              | 54,01 s | AS        |
| 4     | Malia Metella      | Frankreich         | 54,12 s |           |
| 5     | Erica Morningstar  | Kanada             | 54,66 s |           |
| 6     | Julia Wilkinson    | Kanada             | 54,70 s |           |
| 7     | Tatiana Lemos      | Brasilien          | 55,01 s |           |
|       | Caitlin McClatchey | Großbritannien     | DNS     |           |

## Halbfinale

### Lauf 1
| Platz | Name                     | Nation             | Zeit    | Anmerkung |
| ----- | ------------------------ | ------------------ | ------- | --------- |
| 1     | Natalie Coughlin         | Vereinigte Staaten | 53,70 s |           |
| 2     | Zhu Yingwen              | China              | 53,84 s | AS        |
| 3     | Britta Steffen           | Deutschland        | 53,96 s |           |
| 4     | Lisbeth Trickett         | Australien         | 54,10 s |           |
| 5     | Josefin Lillhage         | Schweden           | 54,59 s |           |
| 6     | Lacey Nymeyer            | Vereinigte Staaten | 54,74 s |           |
| 7     | Petra Dallmann           | Deutschland        | 55,05 s |           |
| 8     | Aljaksandra Herassimenja | Belarus            | 55,31 s |           |

### Lauf 2
| Platz | Name                | Nation         | Zeit    | Anmerkung |
| ----- | ------------------- | -------------- | ------- | --------- |
| 1     | Marleen Veldhuis    | Niederlande    | 53,81 s |           |
| 2     | Hanna-Maria Seppälä | Finnland       | 53,84 s |           |
| 3     | Francesca Halsall   | Großbritannien | 53,94 s |           |
| 4     | Jeanette Ottesen    | Dänemark       | 54,05 s |           |
| 5     | Malia Metella       | Frankreich     | 54,20 s |           |
| 6     | Cate Campbell       | Australien     | 54,54 s |           |
| 7     | Erica Morningstar   | Kanada         | 55,36 s |           |
|       | Pang Jiaying        | China          | DSQ     |           |

## Finale
| Platz | Name                | Nation             | Zeit    | Anmerkung |
| ----- | ------------------- | ------------------ | ------- | --------- |
| 1     | Britta Steffen      | Deutschland        | 53,12 s | OR        |
| 2     | Lisbeth Trickett    | Australien         | 53,16 s |           |
| 3     | Natalie Coughlin    | Vereinigte Staaten | 53,39 s | AM        |
| 4     | Hanna-Maria Seppälä | Finnland           | 53,97 s |           |
| 5     | Jeanette Ottesen    | Dänemark           | 54,06 s |           |
| 6     | Zhu Yingwen         | China              | 54,21 s |           |
| 6     | Marleen Veldhuis    | Niederlande        | 54,21 s |           |
| 8     | Francesca Halsall   | Großbritannien     | 54,29 s |           |